# Ministerio de Cultura (Dinamarca)
El Ministerio de Cultura de Dinamarca (en danés: Kulturministeriet) es un ministerio del Gobierno danés, encargado de la cultura, deporte y medios de comunicación.

## Historia
El Ministerio está ubicado en la Gammel Strand en Nybrogade opuesto a Slotsholmen. Originalmente, era un edificio de tres alas. La construcción comenzó en 1729. En 1765, se amplió el complejo con una nueva ala frente al canal que fue diseñada por el arquitecto Philip de Lange (c. 1705-1766). El edificio sirvió desde 1759 hasta c. 1950 como sede del Peón Real (Det Kongelige Assistenshus).
El Ministerio de Cultura danés se fundó en 1961 con Julius Bomholt como su primer ministro de cultura. En 1962, el Ministerio de Cultura se instaló después de que el edificio se sometiera a una profunda restauración.

## Agencias e instituciones

### Agencias
- Agencia Danesa del Patrimonio
- Fundación de las Artes Danesas (Statens Kunstfond)
- Bibliotecas y Agencia de Medios Danesa
- Nota Library and Expertise Center para personas con problemas de lectura

### Instituciones educativas
- Real Academia Danesa de Bellas Artes
- Escuela Nacional de Cine de Dinamarca
- Escuela de Ballet del Teatro Real Danés
- Escuela de Diseño Danesa
- Real Escuela de Bibliotecología y Ciencias de la Información
- Real Academia de Música, Aarhus / Aalborg
- Forfatterskolen

### Instituciones asociadas
- Biblioteca Real Danesa
- Skibsbevaringsfonden